# 熊木徹夫
熊木 徹夫（くまき てつお、1969年 - ）は、日本の精神科医。専門は精神病理学。京都市生まれ。

## 経歴
1969年生まれ
- 私立洛星高校卒業
- 1995年 名古屋市立大学医学部医学科 卒業。

名古屋市立大学病院精神神経科、豊橋市民病院精神神経科、愛知医科大学付属病院精神科、矢作川病院勤務を経て、2007年、愛知県日進市にあいち熊木クリニックを開院。2014年4月に、名古屋駅近くにビジネスマン専門カウンセリングルーム「戦士の休息」を開設するも、翌年2015年8月10日に、あいち熊木クリニックに併設する「あいくま心理カウンセリング（あいち熊木心理カウンセリングセンター）」への業務移行・統合を理由に閉鎖。

## 著書
- 「精神科医になる～患者をわかるということ～」（中央公論新社）ISBN 4-12-101749-8
- 「もう悩まなくていい～精神科医熊木徹夫の公開悩み相談～」（幻冬舎ルネッサンス）ISBN 978-4779000089
- 「精神科のくすりを語ろう―患者からみた官能的評価ハンドブック」（日本評論社）ISBN 4-535-98269-4
- 「精神科薬物治療を語ろう―精神科医からみた官能的評価」（日本評論社）（神田橋條治・兼本浩祐との共著）ISBN 4-535-98281-3
- 「君も精神科医にならないか」（筑摩書房）ISBN 978-4480688286
- 「ギャンブル依存症サバイバル ―パチンコ・スロット・競馬・競輪におぼれる人を救済するため、患者・家族・医療者に贈る指南書」（中外医学社）ISBN　978-4498129764
- 「精神科のくすりを語ろう・その2―患者による官能的評価の新たな展開」（日本評論社）ISBN 978-4535984301

## 基盤
熊木の精神医療の基盤は、
1. 心身論（漢方医学をバックボーンとする）
2. 思春期・青年期精神医学（身体化障害に造詣が深い）
3. 精神力動・精神病理学

にある。

## 官能的精神医学
現代はやりの医療統計学や生物学的精神医学からは距離をおき、患者と精神科医の主観の復権を旨とした、官能的精神医学（精神科薬物においても、「官能的評価」という五感をフル活動した見方を形成する運動を行っている）の旗手たらんと、インターネットやメールマガジンを基点とした活動を行っている。